# 2013 في قبرص
فيما يلي قوائم الأحداث التي وقعت خلال عام 2013 في قبرص.

## سياسة

### تعيين في المنصب
- 28 فبراير – نيكوس أناستاسيادس قائمة رؤساء قبرص.

### انتهاء فترة المنصب
- 28 فبراير – ديميتريس خريستوفياس قائمة رؤساء قبرص.
- 28 فبراير – نيكوس أناستاسيادس عضو مجلس نواب قبرص.

## رياضة
- 24 مارس – الدوري القبرصي الدرجة الثالثة 2012–2013 الفائز Karmiotissa FC [الإنجليزية]‏.
- 24 مارس – الدوري القبرصي الدرجة الرابعة 2012–2013 الفائز MEAP Nisou [الإنجليزية]‏.
- 11 مايو – الدوري القبرصي الدرجة الثانية 2012–2013 الفائز أريس ليماسول.
- 19 مايو – الدوري القبرصي لكرة القدم 2012-2013 الفائز نادي أبويل.

## وفيات

### نوفمبر
- 15 نوفمبر – غلافكوس كليريدس (مواليد 1919) سياسي قبرصي.